# Christian Brassington
Christian Brassington (né le 6 juin 1983) est un acteur anglais. Il a été formé à la Webber Douglas Academy of Dramatic Art à Londres.
En 2009, il a joué Boris Johnson jeune dans le documentaire de More4, When Boris Met Dave, après avoir tenu le rôle de Tony Blair jeune pour Channel 4. En novembre 2013, il a participé à la retransmission en ligne de The Five(ish) Doctors Reboot.

## Filmographie
Cinéma
| An   | Titre                                         | Rôle                  | Remarques            |
| ---- | --------------------------------------------- | --------------------- | -------------------- |
| 2006 | Tony Blair: Rock Star                         | Tony Blair            | Documentaire         |
| 2006 | Incubus                                       | Peter                 |                      |
| 2007 | Web of Deceit                                 | Tom Gunner            |                      |
| 2007 | Mrs. Ratcliffe's Revolution                   | Thomas                |                      |
| 2007 | Elizabeth : L'Âge d'or                        | Archiduc Charles      |                      |
| 2008 | The German                                    | L'Allemand            | Court métrage        |
| 2008 | Un mariage de rêve                            | Phillip Hurst         |                      |
| 2008 | A Woman in Love and War: Vera Brittain        | Roland Leighton       |                      |
| 2009 | When Boris met Dave                           | Boris Johnson         | Documentaire         |
| 2009 | Princess Kaiulani                             | Duke                  |                      |
| 2009 | St. Trinian's 2: The Legend of Fritton's Gold | Peters                |                      |
| 2010 | Cadavres à la pelle                           | Charles               |                      |
| 2011 | In Love with Alma Cogan                       | George                |                      |
| 2012 | Doubt on Loan                                 | Nic                   |                      |
| 2012 | The Carrion Crow                              | L'étranger            | Court métrage        |
| 2013 | Crazy Joe                                     | Max Forrester         | Rédemption au Québec |
| 2013 | The Body                                      | Alan                  | Court métrage        |
| 2013 | The Five(ish) Doctors Reboot                  | l'éditeur             |                      |
| 2014 | The Smoke                                     | Tom                   |                      |
| 2015 | 96 Ways to Say I Love You                     | Harry                 | Court métrage        |
| 2016 | Un traître idéal                              | Secrétaire du cabinet |                      |
| 2016 | The Exit                                      | Brian                 | Court métrage        |
| 2016 | Patient Seven                                 | Alan                  |                      |
| 2016 | Cocaine Conspiracy                            | Marcus                | Vidéo                |
| 2017 | You, Me and Him                               | Dave                  |                      |
| 2018 | Wild Geese                                    | Spencer               | Court métrage        |
| 2019 | Fisherman's Friends                           | Henry                 |                      |

Télévision
| An        | Titre           | Rôle                                  | Remarques                |
| --------- | --------------- | ------------------------------------- | ------------------------ |
| 2008      | The Bill        | Darren Smart                          | Série 24, Episode 75     |
| 2009      | Land Girls      | Caporal Cal Gillespie                 | Série 1, épisodes 1 et 2 |
| 2010      | Little Crackers | Joe                                   | Série 1, épisode 8       |
| 2014-2015 | Suspects        | Lecteur de nouvelles                  | 10 épisodes              |
| 2015      | Life in Squares | Cuthbert                              | Série 1, épisode 1       |
| 2017-2018 | Poldark         | Le révérend Osborne 'Ossie' Whitworth | 11 épisodes              |
| 2018      | Lorraine        | Lui-même                              |                          |
| 2018      | Zoe Ball on...  | Lui-même                              | Série 1, épisode 21      |